# Albert Guillaume
Pour les articles homonymes, voir Guillaume.
Albert Guillaume, né le 14 février 1873 à Paris 2e et mort le 10 août 1942 à Faux, est un peintre, affichiste et caricaturiste français.

## Biographie
Albert Guillaume est le fils de l'architecte Edmond Guillaume. Il est l'un des caricaturistes des plus renommés de la Belle Époque. Sa sœur aînée Marie Guillaume-Lami (d) , née en 1867, qui signe « M. G. Lami », est aussi illustratrice et caricaturiste.
Influencé par Jules Chéret, il crée aussi bien des affiches pour le théâtre que pour la publicité : deux de ses créations seront publiées dans Les Maîtres de l'affiche. Il poursuit parallèlement une carrière de peintre où il brosse avec humour le portrait de la bonne société parisienne.
Albert Guillaume est célèbre pour ses dessins satiriques publiés dans des magazines humoristiques parisiens comme Gil Blas, Le Rire, Le Frou-frou, L'Assiette au Beurre, Le Figaro illustré et Le Pays de France.
Un grand nombre de ses illustrations sont publiées en albums par des éditeurs tels que Jules Tallandier, Ernest Maindron et Henri Simonis Empis, ainsi que dans la « Select-Collection ». Il publie aussi trois albums de dessins militaires, dont Mes Campagnes (1896), préfacé par Georges Courteline.
À l'occasion de l'Exposition universelle de 1900 à Paris, il crée, avec son frère Henri, l'attraction du « Théâtre des Bonshommes Guillaume » qui met en scène une série de marionnettes satiriques sonorisées par un phonographe, ce qui lui vaut d'être lauréat de la médaille de bronze.
Réserviste dans l'infanterie pendant la Première Guerre Mondiale, il réalise un grand nombre de caricatures et autres dessins humoristiques en lien avec l'actualité.

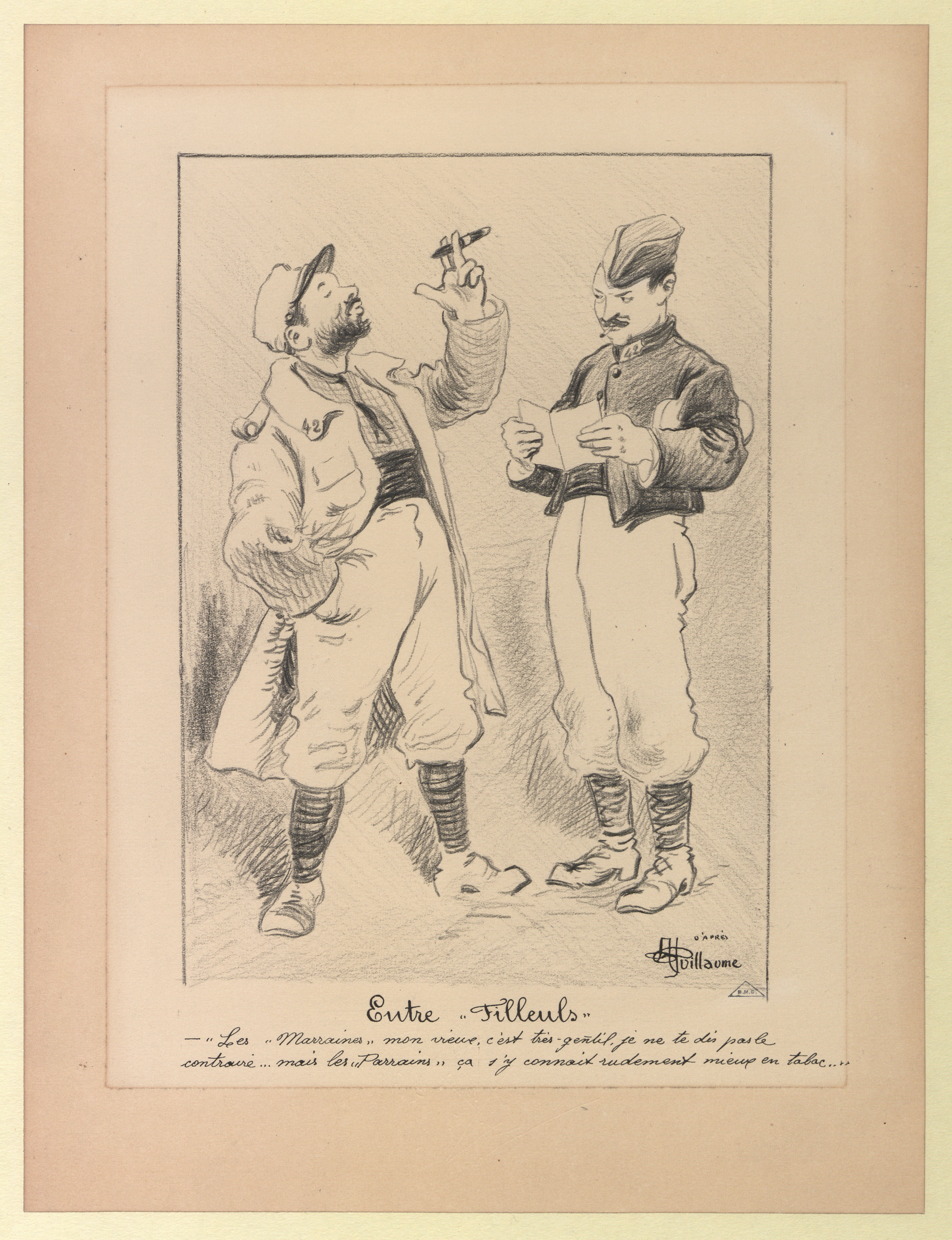
Entre Filleuls, 1914-1918, dessin humoristique d'Albert Guillaume, conservé à La Contemporaine.

Guillaume se retire à la fin de sa vie dans le petit village de Faux, où il meurt.

## Albums d'Albert Guillaume

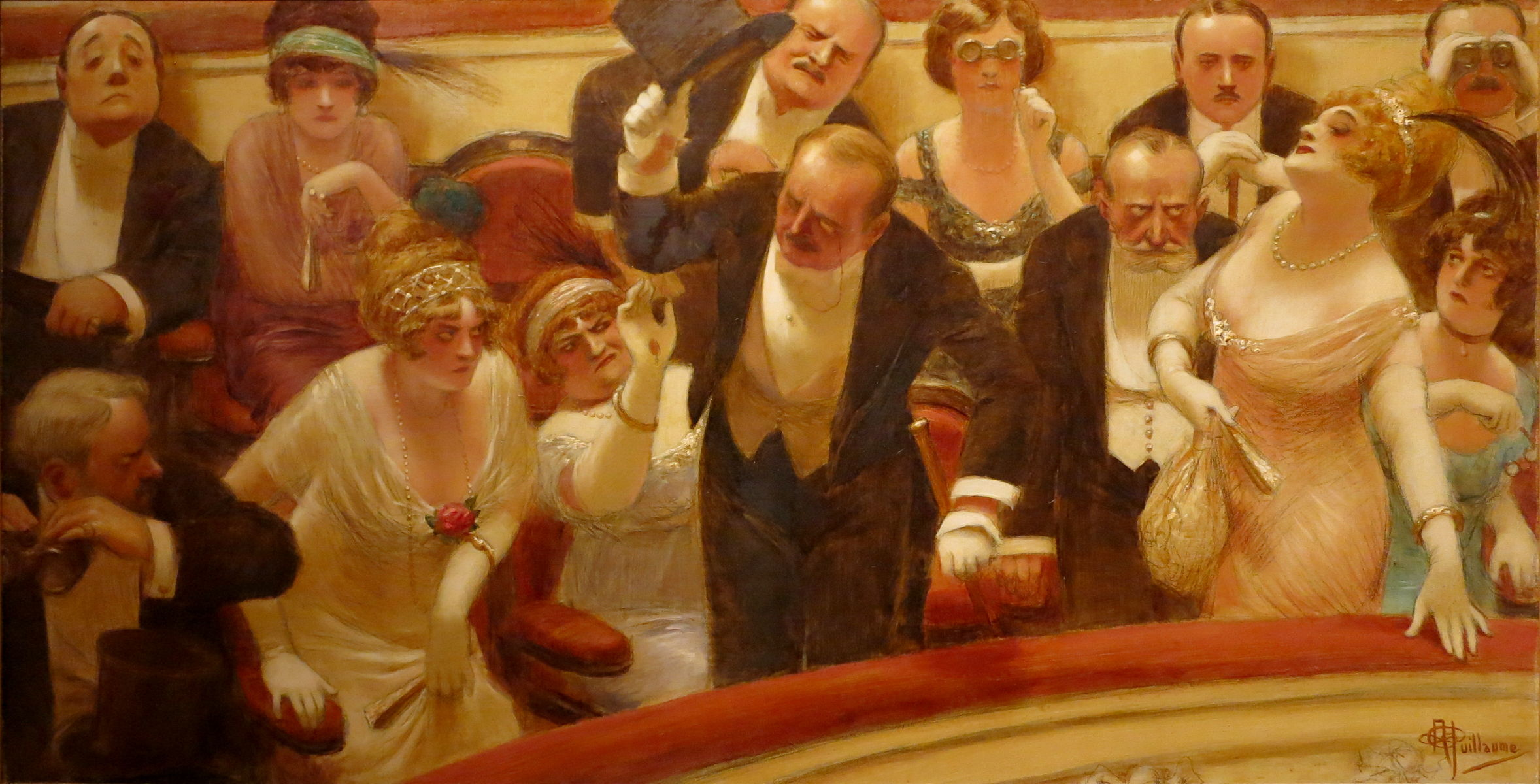
Les Retardataires (1914), musée Carnavalet, Paris.

- Monsieur Strong, Paris, Delagrave, in-8º à l'italienne, 1890.
- Le Repas à travers les âges, Paris, Delagrave, 1890 (lire en ligne sur Gallica).
- Le Tennis à travers les âges, Paris, Delagrave, 1890, in-8º à l'italienne (lire en ligne sur Gallica).
- Des Bonshommes (préf. Francis Chevassu (d) ), Paris, H. Simonis Empis, 1893, in-4º (lire en ligne sur Gallica).
- Des Bonshommes (préf. Henri Lavedan), Paris, H. Simonis Empis, 1894, in-4º (lire en ligne sur Gallica).
- P'tites femmes (préf. Fernand Vandérem), Paris, H. Simonis Empis, 1893, in-4º (lire en ligne sur Gallica).
- Mémoires d'une glace (préf. Paul Hervieu), Paris, H. Simonis Empis, 1894, in-4º (lire en ligne sur Gallica).
- Mes campagnes : album militaire (préf. Georges Courteline), Paris, H. Simonis Empis, 1896, in-4º (lire en ligne sur Gallica).
- Étoiles de mer (préf. Abel Hermant), Paris, H. Simonis Empis, 1896, in-4º (lire en ligne sur Gallica).
- Faut voir (préf. Auguste Germain), Paris, H. Simonis Empis, 1897, in-4º (lire en ligne sur Gallica).
- Madame est servie, préface de Grosclaude, Paris, H. Simonis Empis, 1897, in-4º.
- Mes 28 jours, préface de Édouard Detaille, Paris, H. Simonis Empis, 1898, in-4º.
- R'vue d'fin d'année (préf. Miguel Zamacoïs), Paris, H. Simonis Empis, 1899, in-4º (lire en ligne sur Gallica).
- Y a des dames (préf. Willy), Paris, H. Simonis Empis, 1900, in-4º (lire en ligne sur Gallica).
- Pour vos beaux yeux (préf. Coquelin cadet), Paris, H. Simonis Empis, 1900, in-4º (lire en ligne sur Gallica).
- Mon sursis : album militaire, préface de Richard O'Monroy, Paris, H. Simonis Empis, 1901, in-4º.
- Contre le Spleen, Paris, H. Simonis Empis, 1902, in-16 (lire en ligne sur Gallica).
- Madame veut rire, Paris, H. Simonis Empis 1902, in-16.
- Pour quand il pleut, Paris, H. Simonis Empis 1903, in-16.
- Les Unes et les Autres Paris, Garnier Frères, 1905, in-8º.
- Albert Guillaume - Les Maîtres humoristes, leurs meilleurs dessins, leurs meilleures légendes, Paris, Société d’Édition et de Publication (Félix Juven), 1907.

## Tableaux
- Reims :
  - Musique savante, huile sur bois, 1904, musée des Beaux-Arts
  - La correction, huile et crayon sur bois, 1904, musée des Beaux-Arts
- Paris :
  - Les retardataires, huile sur toile, vers 1914, musée Carnavalet

## Livres illustrés par Albert Guillaume
- Colette, L'Envers du music-hall (couverture), Paris, Flammarion.
- Paul Bourget, Les Deux sœurs (couverture), Paris, Flammarion.
- André Theuriet, Au paradis des enfants (couverture), Paris, Flammarion.
- André Theuriet, Jeunes et vieilles barbes (couverture), Paris, Flammarion.
- Georges Courteline, Le Train de 8 h 47, Paris, Flammarion, s.d. (lire en ligne sur Gallica).
- Hippolyte Gautier, En se cherchant, Paris, Charles Delagrave, 1890.
- Almanach A.Guillaume, Simonis Empis puis Société d’Édition et de Publication (Félix Juven), (un par an de 1896 à 1912 au moins)
- Les Œuvres de Georges Courteline, Albin Michel, 1901-1906.
- Ludovic Halévy, La Famille Cardinal, Paris, Calmann Lévy, 1907 (lire en ligne sur Gallica).
- Clément Vautel, Les Femmes aux enchères, Paris, Albin Michel, 1932 (lire en ligne sur Gallica).
- Clément Vautel, La Petite-fille de Madame Angot, Paris, Albin Michel, 1934.